# Hluboké Dvory
Hluboké Dvory (in tedesco Hluboky) è un comune della Repubblica Ceca facente parte del distretto di Brno-venkov, in Moravia Meridionale.